# Mac Styslinger
Mac Styslinger (Birmingham, 6 september 1993) is een Amerikaanse tennisspeler. Hij heeft nog geen ATP-toernooi gewonnen. Wel deed hij al mee aan een grandslamtoernooi. Hij heeft geen challengers op zijn naam staan.

## Resultaten grandslamtoernooien
| Legenda | Legenda                          |
| ------- | -------------------------------- |
| g.t.    | geen toernooi gehouden           |
| l.c.    | lagere categorie                 |
| –       | niet deelgenomen                 |
| G       | uitgeschakeld in de groepsfase   |
| 1R      | uitgeschakeld in de eerste ronde |
| 2R      | uitgeschakeld in de tweede ronde |
| 3R      | uitgeschakeld in de derde ronde  |
| 4R      | uitgeschakeld in de vierde ronde |
| KF      | uitgeschakeld in de kwartfinale  |
| HF      | uitgeschakeld in de halve finale |
| F       | de finale verloren               |
| W       | het toernooi gewonnen            |
| w-v     | winst/verlies-balans             |

### Mannendubbelspel
| Grandslamtoernooien   |      |
| Australian Open       | –    |
| Roland Garros         | –    |
| Wimbledon             | –    |
| US Open               | 1R   |
| ATP World Tour Finals |      |
| ATP World Tour Finals | –    |
| ATP Masters 1000      |      |
| Nog geen deelname     |      |
| Olympische Spelen     |      |
| Olympische Spelen     | g.t. |
| Statistieken          |      |
| Totaal aantal titels  | 0    |
| Eindejaarsranking     | 1125 |